# 長城畫片公司
長城畫片公司是中國最初的一批電影公司之一，設立於1920年代的上海。長城畫片公司的創辦人是梅雪儔和劉兆明，其第一部作品是1924年上映的棄婦。長城畫片公司在1926年製作的大鬧畫室是中國第一部短篇動畫。1930年，長城影片公司製作了其最後一部電影江南女俠。